# Сага о Баурдару са Снајфелсаса
Сага о Баурдару са Снајлфелсаса (исл. Bárðar saga Snæfellsáss), позната и као Сага о Баурдару са Снајфелсаса и и сину му Гестсу (исл. Bárðar saga Snæfellsáss ok Gests) једна је од средњовековник исландских сага из Сага о Исланђанима. Једна је од најмлађих сага у циклусу и претпоставља се да је настала најраније у првој половини XIV века. Најстарији живући примерци манускрипта написани су на папирима и велуму из XVI и XVII века, а очуван је и један фрагмент саге чије време настанка је процењено на 1400. годину.
Сага је подељена на два дела, први део описује Баурдара са Снајлфелсаса (полуострво на западу Исланда), а други се бави његовим сином Гестсом. Садржи укупно 23 поглавља и верује се да је у њеном настанку учестовало неколико различитих аутора. 
Поред уобичајених описа друштвених односа у том периоду, у овој саги се појављују и бројни митски елементи везани за досељавање на острво (преузети из „Књиге о досељавању” или Ланднаме). Тако се у првом делу саге који почиње описом Баурдарове породице помиње како је његова мајка била људско биће, отац полу див и полу трол, а одгојио га је планински патуљак Дофри за чију најстарију кћерку се доцније оженио. У наредним поглављима сага описује Баурдарово узизање до нивоа нордијског божанства, док се други део базира на његовом сину Гестсу који на крају свог живота прима хришћанску веру. Сага завршава описима оца разочараног у синовљеве поступке и недостатак карактера.